# Мельник Тетяна Федорівна
Тетяна Федорівна Мельник (1910, село Дорогиничі, тепер Локачинського району Волинської області — травень 1990, село Дорогиничі Локачинського району Волинської області) — українська радянська діячка, голова виконавчого комітету Дорогиничівської сільської ради Локачинського району Волинської області. Депутат Верховної Ради УРСР 3-го скликання.

## Біографія
Народилася в бідній селянській родині. Рано залишившись без батька, наймитувала у заможних селян та поміщиків. Працювала у сільському господарстві.
У 1940 році була обрана депутатом Локачинської районної ради депутатів трудящих Волинської області.
Під час німецько-радянської війни перебувала в евакуації у м. Конотопі СумськоІ області та східних районах СРСР. У 1946 році повернулася до Волинської області. У 1948 році однією із перших вступила до колгоспу «Більшовик», який організувала радянська влада у селі Дорогиничах.
З 1949 року — голова виконавчого комітету Дорогиничівської сільської ради Локачинського району Волинської області.